# ده رييس (حسين أباد)
ده رییس (بالفارسية: ده رییس) هي قرية تقع في إيران في قسم حسین أباد. يقدر عدد سكانها بـ 1,107 نسمة .